# 北海峽
69°0′S 39°35′E / 69.000°S 39.583°E
北海峽，是南極洲的海峽，位於毛德皇后地的哈拉爾王子海岸，處於內斯島和東翁古爾島之間，根據挪威探險隊拍攝的空中照片繪入地圖，現時由南極條約體系管理。

## 外部連結
- . . United States Geological Survey.   [2013-05-08].
- 本条目引用的公有领域材料来自美国地质调查局的文档《北海峽》 （資料來自地名信息系统）。